# Lilyana Tomova
Lilyana Tomova Todorova (em búlgaro: Лиляна Томова Тодорова; Plovdiv, 9 de agosto de 1946) é uma ex-atleta búlgara, especialista em provas de meio-fundo, que foi campeã da Europa de 800 metros em 1974.
Em 1976 participou nos Jogos Olímpicos de Montreal, tendo apenas atingido as semi-finais, onde fez um tempo de 2:01.97 m .